# Sajtószabadság

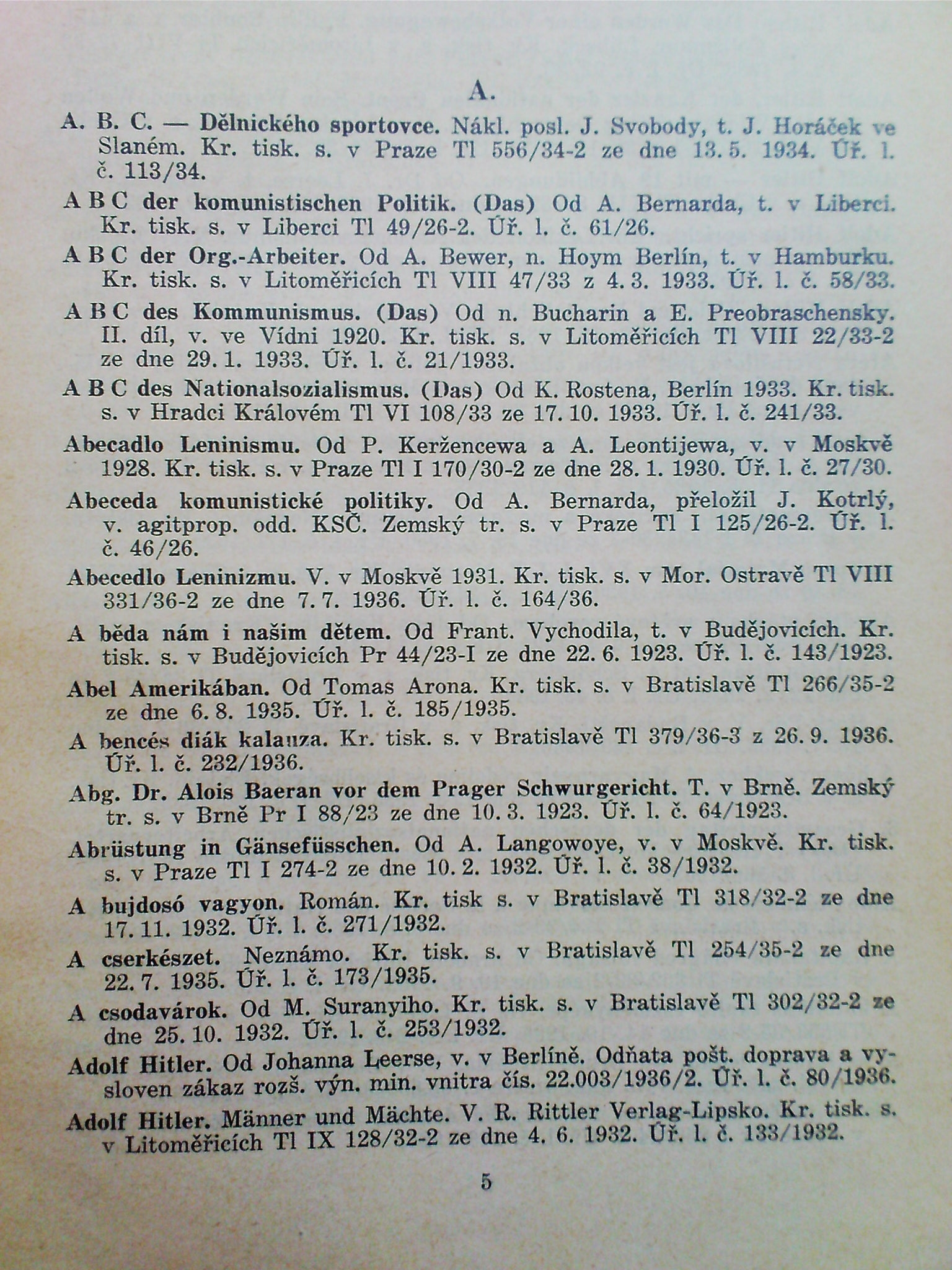
1937-ben Csehszlovákiában betiltott könyvek és dalok listájából részlet. Jól látható, hogy magyar nyelvű kiadványokat is tartalmaz.

Sajtószabadságnak nevezik azt az állapotot, amikor a sajtó munkatársai – az újságírók – maguktól, csupán saját szakértelmükre, tapasztalatukra és véleményükre hagyatkozva, külső befolyásoktól, fenyegetésektől és törvényi korlátoktól mentesen döntik el, hogy az általuk szerkesztett sajtótermékekben milyen tartalom jelenik meg. Ez a szabadság kiterjed az állam (kormány) beavatkozásának hiányára is.
Ebben a cikkben a „sajtó” a szó tágabb értelmében a nyomtatott és az elektronikus hírközlő eszközöket (média), az ezek által szolgáltatott tartalmakat és az ezen tartalmakat előállító személyeket jelöli.
Az állampolgári jogok egyike a sajtó útján való szabad, hatóságilag előzetesen nem ellenőrzött és korlátozott véleménynyilvánítás. A sajtószabadság követelését a polgári átalakulásért folytatott harcban fogalmazták meg először, aktualitását az abszolút monarchia s különösen az egyházi hatóságok sajtótermékeket szigorúan kézben tartó zsarnoksága adta. A Habsburg abszolutizmus ellen, a polgári fejlődésért felkelt 1848-as magyarországi forradalomnak is ez volt az egyik alapvető követelése. A sajtószabadságot korlátozó intézkedések és intézmények elleni küzdelem ma is élő probléma a világ számos országában.

## A sajtószabadság mint érték
A sajtószabadság – legalábbis elvben – egyetemes érték és emberi jog. Az emberi jogok egyetemes nyilatkozata és az Az emberi jogok európai egyezménye egyaránt szavatolja a vélemények, eszmék, hírek, információk terjesztésének és megismerésének szabadságát. A legtöbb állam alkotmányába foglalva védi a sajtó szabadságát, bár ennek az alkotmányos védelemnek a gyakorlati megvalósítása államról államra változó mértékű.

A washingtoni székhelyű Freedom House a következő szavakkal magyarázza meg a sajtószabadság fontosságát: 

„A szabad sajtó kulcsszerepet játszik az egészséges demokráciák fenntartásában és figyelemmel kísérésében: hozzájárul a magatartások számonkérhetőségéhez, a kormányzati munka minőségéhez és a gazdasági fejlődéshez. De ami a legfontosabb, a médiát érintő korlátozások gyakran korai jelei annak, hogy a kormányzat a demokrácia egyéb intézményeit is támadni szándékozik.”

## Különbségek a sajtószabadság értelmezésében

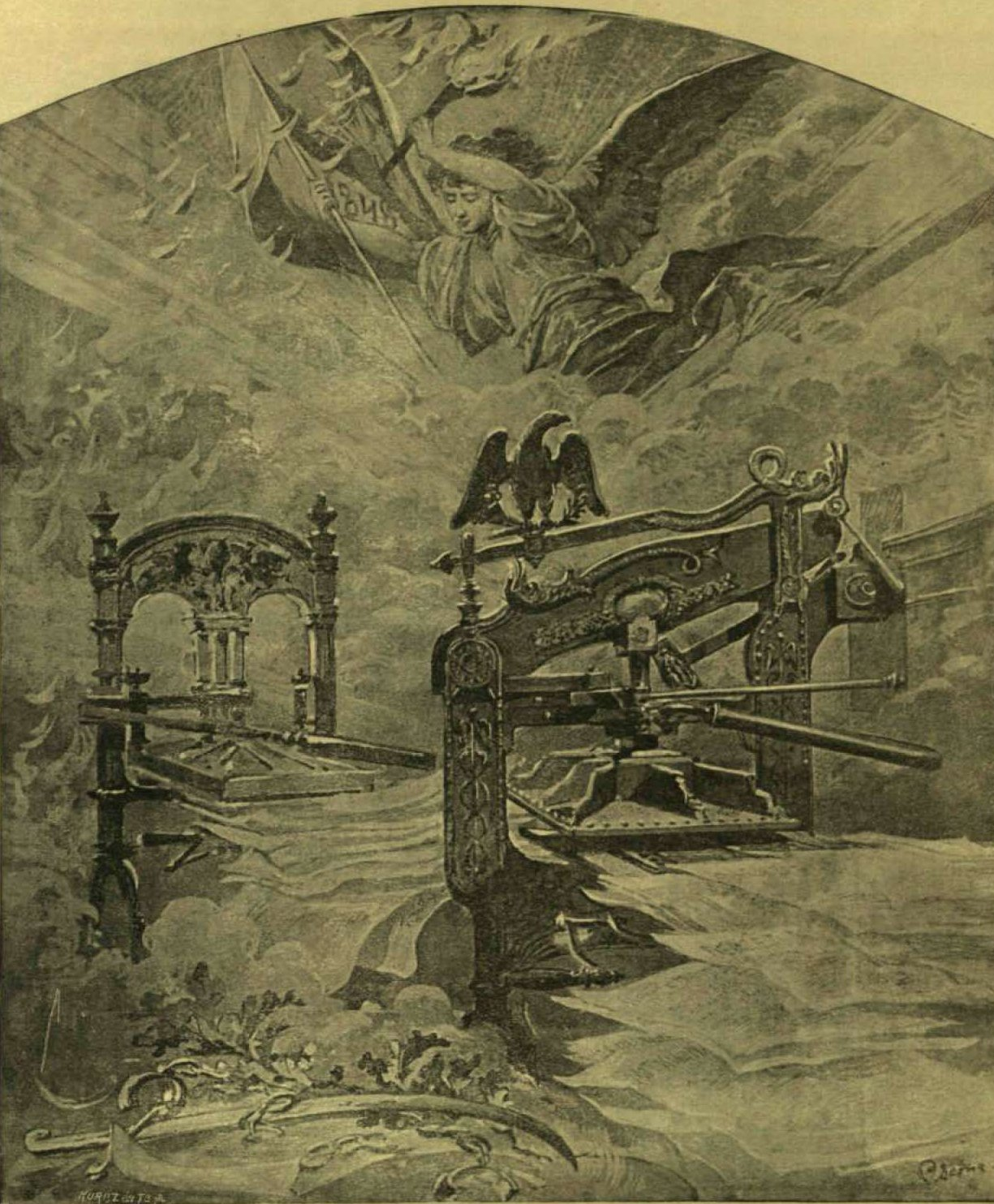
Március 15. A magyar sajtószabadság napja

Különböző országokban különböző azoknak az intézkedéseknek illetve magatartásoknak a köre, amelyeket a sajtószabadsággal összeegyeztethetőnek tekintenek. A szabad sajtójú országokban sem abszolút a sajtó szabadsága.
Egyébként szabad sajtóval rendelkező országokban is akadnak olyan vélemények, amelyeknek a sajtóban való hangoztatása nem megengedett. Az Európai Unió számos országában tilos például a holokauszttagadás, vagyis annak a véleménynek a hangoztatása, hogy a holokauszt nem történt meg, vagy ha meg is történt, mértéke kisebb volt, mint amit a történészek többsége valósnak tart. Az Egyesült Államokban elképzelhetetlennek tűnik a sajtószabadság ilyen irányú korlátozása. Litvániával együtt Magyarország is korlátozza az „önkényuralmi jelképek”, köztük a sarló és kalapács ábrázolását a sajtóban, miközben ez a szimbólum a szomszédos Ausztriában a címer része. A korábbi magyar választási törvény „kampánycsend” címén tiltotta azt, hogy a sajtó politikai véleményeket fogalmazzon meg illetve ilyenekről tudósítson a választás napján, a szavazás befejeztéig. Ezzel szemben más demokráciák gyakorlatában nem megengedett a politikai véleménynyilvánítás ilyen jellegű korlátozása.
Gyakoriak a szexszel kapcsolatos korlátozások. Szinte univerzális például a gyermekpornográfia terjesztésének tilalma. Az Egyesült Államokban például a szövetségi hatóság nagy összegű bírságot róhat ki tévéadókra azért, ha akár akaratlanul is és akár egy villanásnyi időre is fedetlen női mellet mutatnak az adásban Európában tipikusan jóval megengedőbb a hatósági hozzáállás.
A legtöbb fejlett demokratikus hagyományokkal rendelkező országban nem tekintik állami feladatnak a hírlapok megjelentetését, és visszásnak tűnne az, ha a kormány vagy a hatalmon lévő párt újságot jelentetne meg (az ilyen sajtótermék nem számítana szabadnak és függetlennek). Ezzel szemben Kínában például a hatalmat gyakorló Kínai Kommunista Párt négymilliós példányszámú napilapot jelentet meg.
Számos országban, köztük a szabad sajtójúakban is elfogadott az, hogy televízió- illetve rádióadót tartson fenn az állam úgy, hogy ennek működését részben vagy egészben közpénzből finanszírozza. Nyilvánvaló ebben a konstrukcióban annak a veszélye, hogy a mindenkori hatalom megkísérelheti meghatározni, hogy mi szerepeljen az ilyen adók műsorán. Ennek a veszélynek a realitása széles határok között változik. Észak-Koreában a hatalom teljes mértékben ellenőrzése alatt tartja az elektronikus sajtót. Magyarországon az új sajtótörvény tételesen meghatározza, hogy a közszolgálati média műsora milyen jellegű tartalmat milyen minimális időkeretben köteles sugározni, maguk a közszolgálati adók pedig a politikai pártok által megválasztott kuratórium felügyelete alatt állnak, de a műsorszerkesztés jelenleg nem áll a kormány közvetlen irányítása alatt. Az Egyesült Államokban az állam befolyása a közszolgálati médiára meglehetősen kicsi: az adók jórészt közadakozásból és privát adományokból tartják fenn magukat, az állami finanszírozás aránya tíz százalék alatt van. Időről időre felmerül az a törekvés is, hogy az állam teljesen vonuljon ki a közszolgálati adók finanszírozásából.
Decentralizált formájánál fogva az internet az egyik legnehezebben korlátozható része a sajtónak. A fejlett demokráciájú országokban az internetes sajtótermékek a nyomtatott sajtóhoz hasonló, vagy annál enyhébb korlátozás alá esnek, de Észak-Koreában például szinte teljesen lehetetlen az internet elérése, Kínában pedig komoly cenzúra tárgya az internet.

## A sajtószabadság korlátozásának módszerei
A hatalomnak számos módszere van arra, hogy a sajtó szabadságát korlátozza. A legnyilvánvalóbb módszer a direkt cenzúra, amikor a sajtótermékek tartalma közvetlen állami ellenőrzés alatt van. A sajtószabadság csorbulhat úgy is, hogy az újságírókat megfélemlítik, bántalmazzák, esetleg meg is ölik a hatalom saját erőszakszervezetei, vagy a hatalomhoz közelálló erőszakos csoportosulások. Előfordulhat, hogy az újságírók megfélemlítését nem a hatalom, hanem éppen a hatalommal szemben álló politikai vagy bűnügyi szervezetek végzik.

## Nemzetközi rangsorok
Két független és pártsemleges nemzetközi szervezet is foglalkozik azzal, hogy a világ országait rangsorolja a sajtószabadság mértéke alapján.
A washingtoni székhelyű Freedom House évenként megjelenő Freedom of the Press (Sajtószabadság) című jelentésében számszerű indexszel jellemzi az egyes országok sajtójának szabadságát. A szervezet 0 és 100 közötti sajtószabadság-indexe annál alacsonyabb, minél szabadabb egy ország sajtója. Az index három komponensből áll. Az első a sajtó működésének jogi környezetét értékeli, a második a politikai környezetet, a harmadik pedig a gazdasági környezetet. Ha egy ország indexe 30-nál nem magasabb, akkor ott a sajtó szabadnak minősül, a 31 és 60 közötti indexű országok sajtója részben szabad, míg a 60 fölötti index a sajtószabadság hiányát jelzi.
2009

A világ országai a Freedom House 2009-es sajtószabadság-rangsorában. Zöld szín jelzi a szabad, sárga a részben szabad, piros pedig a nem szabad sajtót

2009-ben a legalacsonyabb (legkedvezőbb) 9-es (jogi: 1, politikai: 4, gazdasági: 4) indexet Izland érte el. Magyarország sajtószabadság-indexe 21 volt (jogi: 5, politikai: 9, gazdasági: 7), jelezve, hogy a magyar sajtó ebben az évben szabad volt. A legkedvezőtlenebb, 98-as pontszámot (jogi: 30, politikai: 39, gazdasági: 29) Észak-Korea kapta.
2013
A 2013-as jelentés szerint Magyarország megítélése 36 ponttal (jogi: 12, politikai: 13, gazdasági: 11) a részben szabad kategóriába csúszott.
2017
2017-ben Magyarország további romlásáról számol be a 44-re emelkedett érték.
Riporterek Határok Nélkül
A párizsi központú Riporterek Határok Nélkül (Reporters sans frontières) szintén évenként értékeli az egyes országok sajtójának szabadságát, és 43 kritérium alapján éves indexet állít össze minden országról. Az index tükrözi az újságírók fizikai fenyegetettségét, a sajtóra vonatkozó jogi korlátokat, valamint azt, hogy akik a sajtó képviselőit zaklatják, milyen mértékben élveznek büntetlenséget. Az index méri az öncenzúrát és a sajtóra nehezedő gazdasági nyomást is. Az alacsonyabb számszerű érték nagyobb, a magasabb kisebb sajtószabadságra utal. 
2010
A 2010 szeptemberében véget ért egyéves időszakot értékelő rangsorban 0 ponttal holtversenyben az első helyen áll Finnország, Norvégia, Svédország, Izland, Hollandia és Svájc. Magyarország 7,5 ponttal, Csehországgal holtversenyben a 23. helyen állt. A rangsort 104,75 ponttal Észak-Korea és 105 ponttal Eritrea zárta.
2011-2012
A 2011-12-es értékelésben Magyarország jelentősen visszalépett, hiszen a 40. helyre került, többek között Szlovákia, Salvador és Pápua Új-Guinea is feljebb került a besorolásban a 2010-es évhez képest. Érdekesség hogy a jelentős visszaesés ellenére is Magyarország megelőzi az Amerikai Egyesült Államokat (47.), Olaszországot (61.) és Csehország javított 2010-hez képest, hiszen a 14. helyre került. Az élen változás, hogy harmadik helyre került Észtország, míg a sereghajtók közé a 176. helyre került Szíria.
2013
A 2013. évi értékelésben Magyarország megítélésében további jelentős visszaesés következett be, 26,09 ponttal az 56. helyre csúszott vissza. Ugyanakkor az USA 15 hellyel előre lépett, így a 32. helyre került. Európa volt szocialista utódállamai közül az értékelésben Szerbia (63.), Horvátország (64.), Bosznia-Hercegovina (68.), Koszovó (85.), Bulgária (87.), Albánia (102.), Montenegró (113.), Macedónia (116.), Ukrajna (126.) és Fehéroroszország (157.) került Magyarországnál rosszabb, míg Észtország (11.), Csehország (16.), Lengyelország (22.), Szlovákia (23.), Litvánia (33.), Szlovénia (35.), Lettország (39.), Románia (42.) és Moldávia (55.) Magyarországnál jobb megítélés alá.
| Sajtószabadság hiánya Komoly problémák Észrevehető problémák | Megfelelő helyzet Teljes sajtószabadság Nem értékelt / Nincs adat |

2022-as sajtó-és médiaszabadság index

Érdekesség, hogy összehasonlítva a 2010-es adatokkal (amikor Magyarország a világ országai között 23., Európa országai közül a 16., a fenti országok között pedig 3. helyen állt), Magyarország megítélésének romlása kiemelkedő.
2019
A Riporterek Határok Nélkül jelentésében 2019 közepén Magyarország 180 ország közül (Perut és Sierra Leonét követően) 30,4 ponttal 87. helyezett a listán, azaz eddig az időpontig 64 helyet csúszott lejjebb, mióta Orbán Viktor 2010-ben hatalomra került.
2019-ben az első három helyen skandináv országok végeztek: Norvégia, Finnország és Svédország.

## Nem demokratikus államok
A Riporterek Határok Nélkül (Reporters Without Borders; Reporters sans frontières) szerint a világ népének több mint egyharmada olyan országokban él, ahol nincs sajtószabadság. Többnyire ezek az emberek olyan országokban élnek, ahol nincs demokratikus rendszer, vagy ahol a demokratikus folyamatban komoly hiányosságok vannak. A sajtószabadság rendkívül problémás koncepció a legtöbb nem demokratikus kormányzati rendszer számára, mivel a modern korban az információhoz való hozzáférés szigorú ellenőrzése létfontosságú az ilyen kormányok fenntartásához. Ebből a célból a legtöbb nem demokratikus társadalom állami hírszerző szervezeteket alkalmaz, amelyek előmozdítják a meglévő politikai hatalom fenntartásához szükséges propagandát, és elnyomnak (gyakran nagyon brutálisan, rendőri, katonai vagy hírszerző ügynökségek használatával) a média vagy az egyes újságírók általi minden jelentős kísérletet arra, hogy kifogásolják a jóváhagyott "kormányzati irányvonalat" a vitás kérdésekben. Az ilyen országokban az újságírókat, akiket nem találnak elfogadhatónak, az állam ügynökei jelentősen megfélemlítik. Ez jelentheti a szakmai pályafutásukat érintő fenyegetéseket (elbocsátás, szakmai feketelistára kerülés), halálos fenyegetéseket, emberrablást, kínzást és akár orgyilkosságot is.

## Országonként

A 2025-ös sajtó- és médiaszabadság index

| Sajtószabadság hiánya Komoly problémák Észrevehető problémák | Megfelelő helyzet Teljes sajtószabadság Nem értékelt / Nincs adat |

### Az Európai Unió tagországai
A sajtószabadság szempontjából 2020-ban Nyugat-Európában, Csehországban, Szlovákiában és a balti országokban kiváló és jó volt a helyzet, Közép- és Kelet-Európa egyes országaiban viszont észrevehető problémákat jeleznek.
Lengyelország a 2010-es évek elején jól szerepelt, majd utána folyamatosan romlott a sajtószabadság. Horvátországban és Romániában akadtak problémák az elmúlt húsz év alatt. Bulgáriában a 2010-es évek elejétől 2020-ig számolva az EU-tagok között a legrosszabb a sajtószabadság helyzete.
2025-ben Nyugat- és Észak-Európában jó vagy kielégítő a média és a sajtó helyzete, Délkelet-Európában ugyanakkor kifogásolható. A következők EU-országok médiáját jelölték meg problémásnak: Magyarország, Románia, Bulgária, Horvátország, Görögország, Ciprus és Olaszország, a többi EU-ország médiájának helyzete jó vagy kielégítő besorolást kapott a Riporterek Határok Nélkül szervezet besorolásán. A legjobb minősítést az EU-ban Svédország, Finnország, Dánia, Észtország, Hollandia és Írország kapta.

### Magyarország
Magyarország a Riporterek Határok Nélkül (Reporters Without Borders) szervezet jelentése alapján a globális ranglistán:
2002-ben a 24. helyen végzett,
2010-ben a 25.,
2012-ben a 40.,
2013-ban az 56.,
2015-ben a 65.,
2018-ban a 73.,
2019-ben a 87.,
2020-ban a 89.,
2021-ben a 92. helyezett lett.
Orbán Viktor 2010-es hatalomra lépése óta szorgosan tevékenykedett, hogy aláássa a médiapluralizmust és média függetlenségét. Az általa vezetett politikai elit a lakosság jogilag legitimált gazdasági és lélektani kizsákmányolását egyik meghatározó hatalomgyakorlási eszközének tekinti. 2011-től 2021-ig évről-évre romlott a magyar sajtószabadság helyzete. Az ország 2021-ben érte el a mélypontot, a következő években valamelyest javult a helyzet, de az EU átlagával és az összes szomszédos EU-tagállammal szemben még így is lemarad.
Miután a közszolgálati műsorszórást öncélúan propagandagépezetté változtatták, számos magánkézben lévő médiumot vettek át vagy hallgattattak el. Magyarországon a kormány részben a média politikai befolyásolásával lép fel az ellenzékkel szemben. A kormányhoz közeli emberek már az ezredforduló idején, de főleg a 2010-es években sorra vásárolták fel a kiadókat és a szerkesztőségeket, majd szintén a kormány propagandáját közvetítő szócsövekké alakították azokat. Ez vonatkozik többek között az összes megyei napilapra, továbbá a köztelevízióra (M1), a TV2-re és számos országos rádióra. A 2020-as évek elején tizenöt „közszolgálati” műsorszolgáltató működött a kormányközeli rádió és televízió csatornák között. A Fidesz kötődésű KESMA uralja a média nagy részét az országban.
A Fidesszel szoros kapcsolatban álló oligarchák általi médiumfelvásárlásoknak köszönhetően a Fidesz 2025-ben az ország médiapiacának 80%-át ellenőrzi.
A kormány rendszeresen azzal vádolja a kritikus médiát, hogy hamis információkat terjeszt, idegen érdekeket szolgál és hogy Soros György, a magyar-zsidó származású amerikai milliárdos finanszírozza őket – ezt a retorikát a kormánypárti (felvásárolt) média is visszhangozza. Bár a magyar újságírókat nem – vagy csak ritkán – éri fizikai bántalmazás vagy indokolatlan rendőrségi kihallgatás, Magyarország az egyetlen Európai Uniós tagállam, amely önkényesen figyelt meg újságírókat a Pegasus szoftver segítségével.